# Organizacja Ukraińskich Nacjonalistów za Granicą
Organizacja Ukraińskich Nacjonalistów za Granicą (OUN za Granicą, OUN-z),  ukr. Організа́ція украї́нських націоналі́стів за кордо́ном (ОУНз) – emigracyjna ukraińska organizacja polityczna, założona w Monachium w 1954 przez dawnych działaczy Organizacji Ukraińskich Nacjonalistów w konsekwencji rozłamu w Zagranicznych Formacjach OUN, przy próbie powrotu  do władzy w organizacji Stepana Bandery, czemu sprzeciwiał się Łew Rebet, Zynowij Matła, Mykoła Łebed´ i ich zwolennicy. Do grudnia 1956 nosiła nazwę Zagraniczne Formacje OUN, identyczną z nazwą organizacji, w której doszło do rozłamu.
Działali w niej m.in. Łew Rebet (przewodniczący organizacji do śmierci w 1957), Iwan Hrynioch, Mykoła Łebed´, Myrosław Prokop. Po zamordowaniu Rebeta przez agenta KGB Bohdana Staszynskiego organizacją kierował Roman Ilnyćkyj, a następnie Bohdan Kordiuk.
Członkowie organizacji byli określani jako dwijkary (ukr двійкарі).

## Literatura
- Grzegorz Motyka, Rafał Wnuk - "Pany i rezuny. Współpraca AK-WiN i UPA 1945-1947", Warszawa 1997, ISBN 83-86857-72-2